# Цуккаро, Таддео
Таддео Цуккаро, Цуккари, Дзуккари, Дзуккаро (итал. Taddeo Zuccari; 1 сентября 1529, Сант-Анджело-ин-Вадо, Марке — 2 сентября 1566, Рим) — итальянский художник эпохи маньеризма: живописец и рисовальщик. Старший брат художника Федерико Цуккаро.

## Жизнь и творчество
Таддео был первым из трёх детей, родившихся в семье безвестного художника Оттавиано Цуккаро и Антонии Нари в Сант-Анджело-ин-Вадо, в герцогстве Урбино, 1 сентября 1529 года. Эта дата указана Джорджо Вазари в его «Жизнеописаниях» и подтверждена эпитафией над гробницей Таддео, созданной его братом Федерико.
Получив первые навыки от отца, Таддео возрасте четырнадцати лет отправился в Рим изучать живопись. С семнадцати лет он начал работать подмастерьем в мастерской Антонио Корреджо в Парме. В 1548 году возвратился в Рим и стал работать самостоятельно. Среди его заказчиков были папы Юлий III и Павел IV, герцог урбинский делла Ровере и другие богатые покровители. Таддео Цуккаро работал вместе с Просперо Фонтана в оформлении Виллы Джулия (папы Юлия III) в Риме. 17 ноября 1560 года он был принят в Папскую академию изящных искусств и словесности виртуозов при Пантеоне, а затем в члены Академии Святого Луки, как и позднее его младший брат Федерико.
Лучшей и наиболее известной считается серия фресок, написанная в стиле квадратуры (quadro riportato) на стенах и потолке виллы Фарнезе в Капрароле близ Витербо, построенной для кардинала Алессандро Фарнезе, для которой Цуккаро также разработал лепной декор в стиле Джулио Романо и других учеников Рафаэля.
В 1556 году он написал фрески «Сцены Страстей» в Капелле Маттеи церкви Санта-Мария-делла-Консолационе (1556). Таддео Цуккаро писал фрески в церкви Сан-Марчелло-аль-Корсо в Риме.
Он также написал «Истории Александра Великого» в замке Орсини в Браччано. Большая часть его произведений представляют собой большие фрески, выполненные в свободной, беглой манере, часто с эффектами светотени или даже в монохромной манере. Художник также демонстрирует маньеристский вкус к скульптурной телесности, почерпнутой у Микеланджело. Дж. Вазари хвалил его композиционное мастерство, а также «утончённую плавность и энергичность стиля», выделяя «обработку голов, рук и обнажённых тел». В этом отношении манера Цуккаро близка тому, что делали в живописи Пеллегрино Тибальди и Франческо Сальвиати.
Станковые картины Цуккаро менее известны, чем его фрески. Небольшая картина на меди «Поклонение пастухов», ранее находившаяся в коллекции английского короля Яков II Якова II, теперь находится во дворце Хэмптон-Корт. Фрески в Капрароле были воспроизведены в гравюрах и опубликованы Преннером (Illustri Fatti Farnesiani Coloriti nel Real Palazzo di Caprarola) (Рим, 1748—1750 гг.).
Художник скончался в возрасте тридцати семи лет в Риме и был похоронен, как член Папской академии изящных искусств и словесности виртуозов при Пантеоне, в капелле Святого Иосифа в римском Пантеоне. Его захоронение располагается рядом с могилой обожаемого им Рафаэля.
2 сентября 1566 года Федерико Цуккаро написал кардиналу Фарнезе: «Таддео, мой брат скончался этой ночью». Федерико украсил надгробие портретным бюстом, который ныне находится во Дворце Сенаторов (Капитолий), в Капитолийской Протомотеке (греч. προτομή — протома, передняя часть, бюст) и эпитафией: 

«TADÆO ZVCCARO / IN OPPIDO DIVI ANGELI / AD RIPAS METAVRI NATO / PICTORI EXIMIO / VT PATRIA MORIBVS PICTVRA / RAPHAELI VRBINATI SIMILLIMO / ET VT ILLE NATALI DIE / ET POST ANNVM SEPTIMVM ET TRIGE / SIMVNCVM VITA FVNC VITA FVNC SVAVISS MOERENS / POS. ГОД ХРИСТИАНСКОЙ САЛ. / MDLXVI. / MAGNA QVOD IN MAGNO TIMVIT / RAPHAELE PERAEQVE / TADÆO IN MAGNO / PERTIMVIT GENITRIX»
Учеником и главным помощником Таддео был его младший брат Федерико. Дочь Таддео Цуккаро, Маддалена, пережила отца, удалилась в монастырь в 1579 году, Федерико заботился о её интересах.

## Галерея

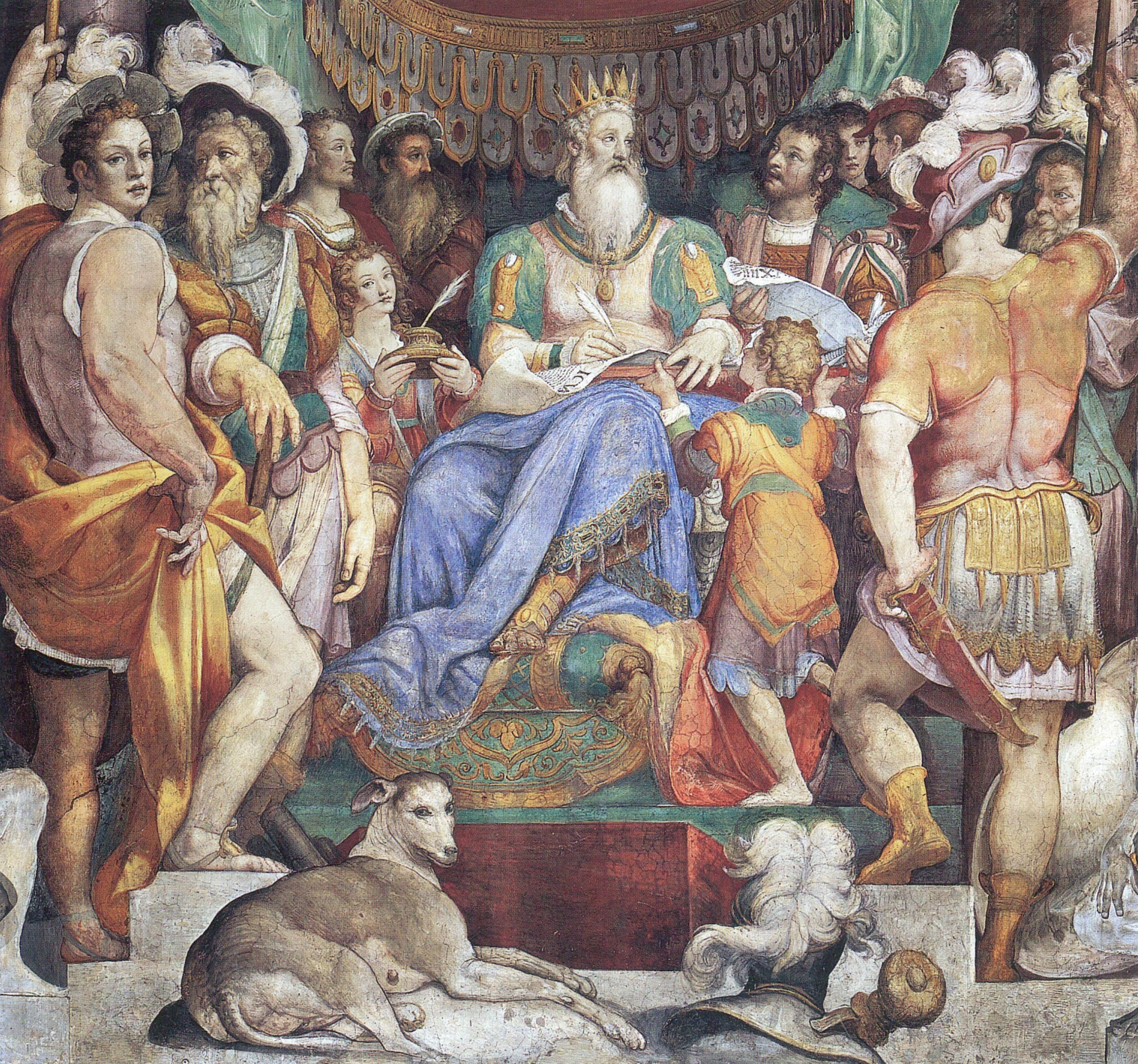
Карл Великий возвращает церкви ее прежние владения. Фреска в Царском зале, Ватикан
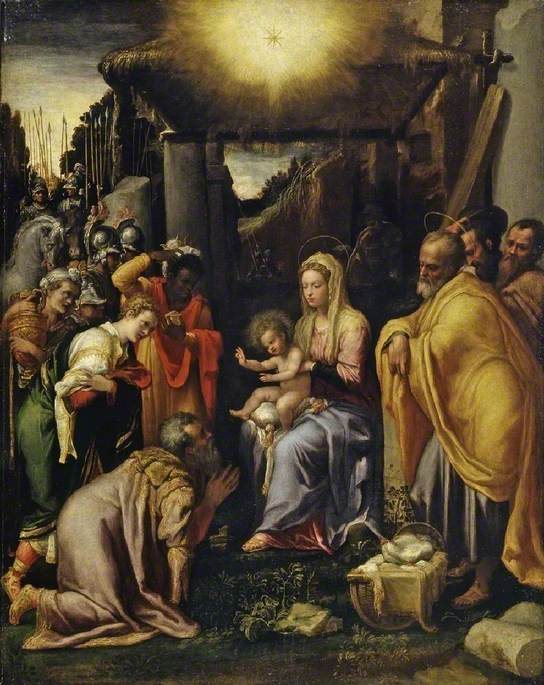
Поклонение волхвов. 1550. Холст, масло. Фитцуильям музей, Кембридж (Великобритания)
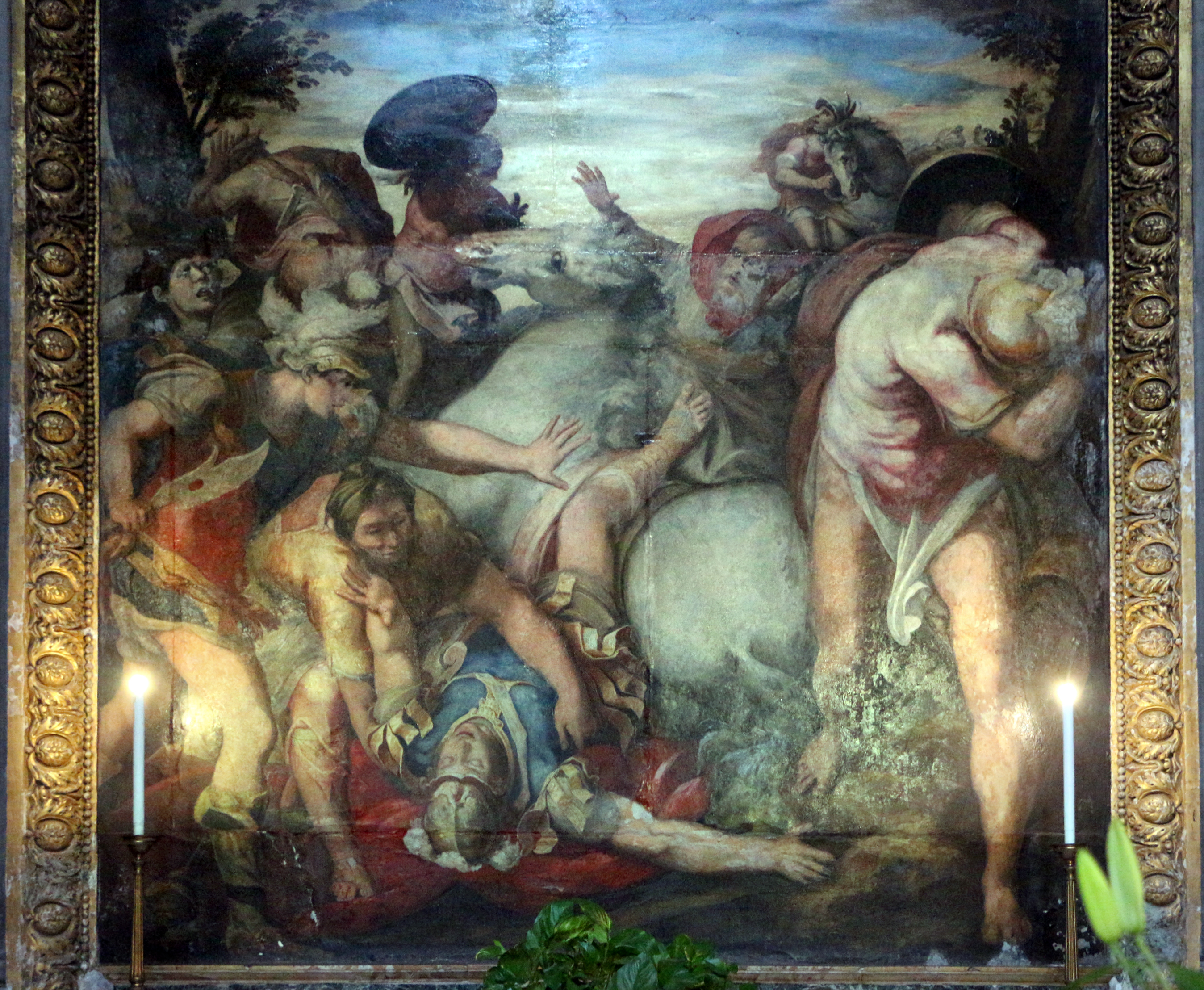
Обращение Павла. Фреска в церкви Сан-Марчелло-аль-Корсо. 1564—1566. Рим
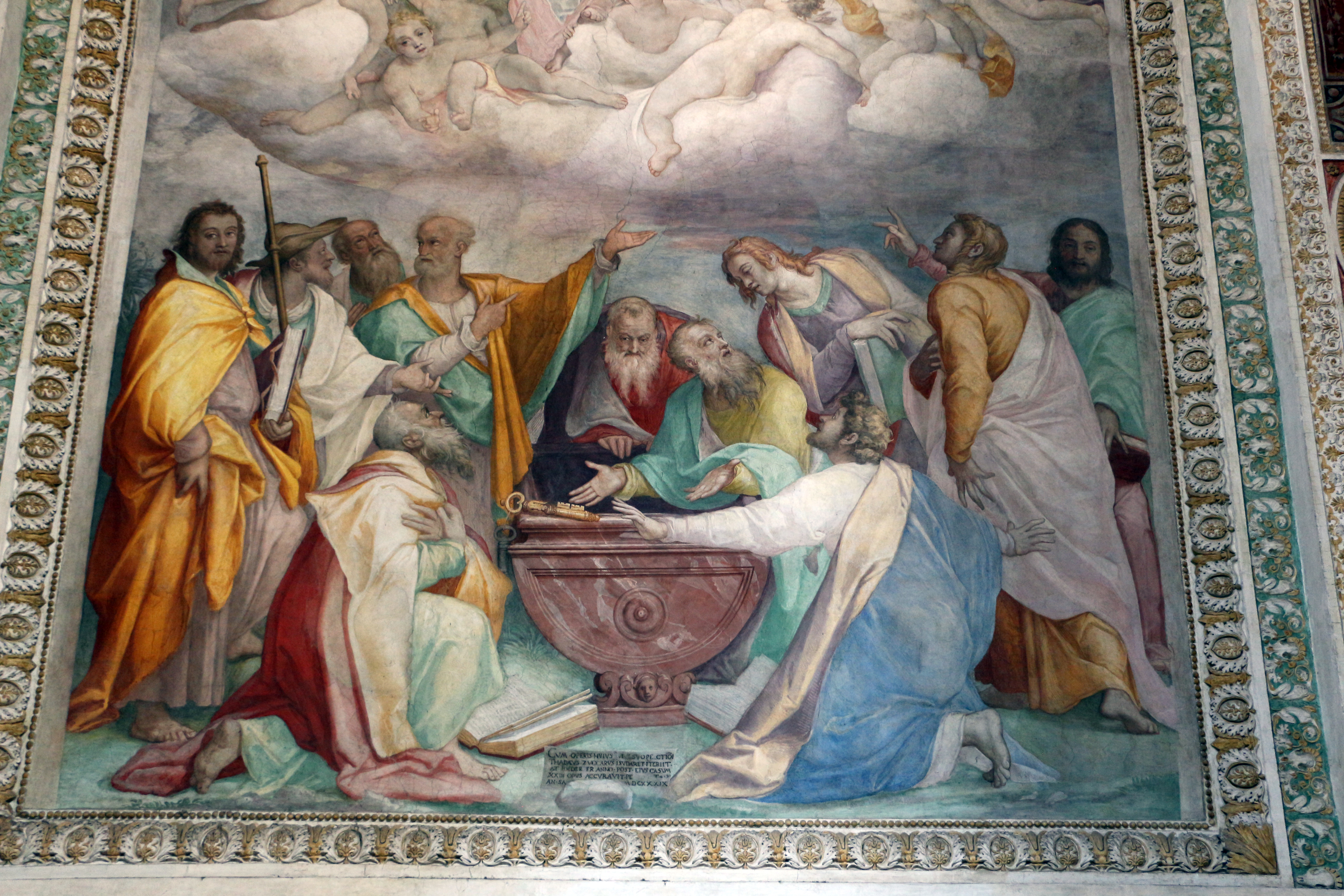
Tаддео и Федерико Цуккаро. Вознесение Мадонны. деталь фрески в церкви Сантиссима-Тринита-дей-Монти. 1563—1565
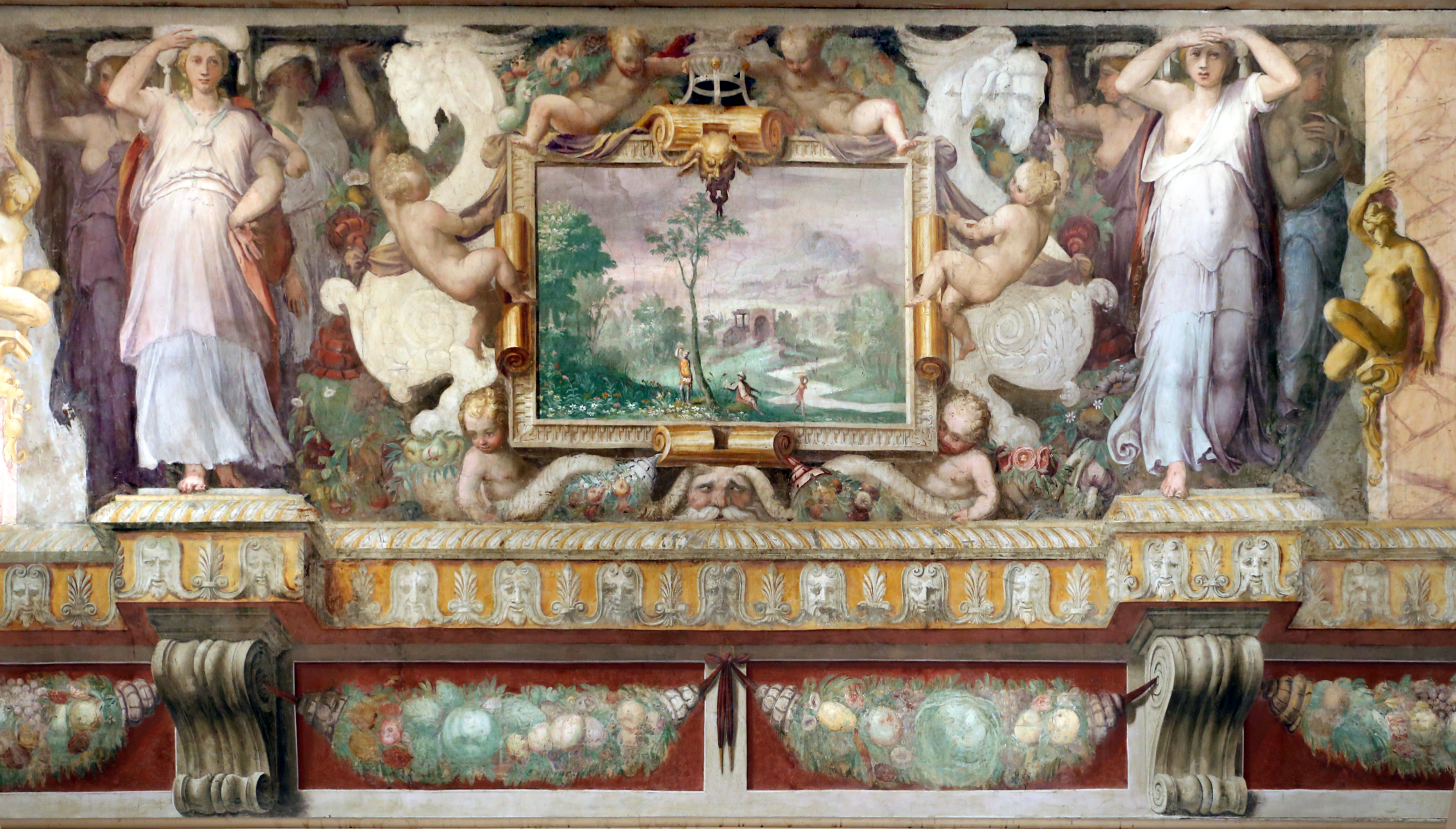
Таддео Цуккаро и Просперо Фонтана. Весна. Фреска на Вилле Джулия, Рим
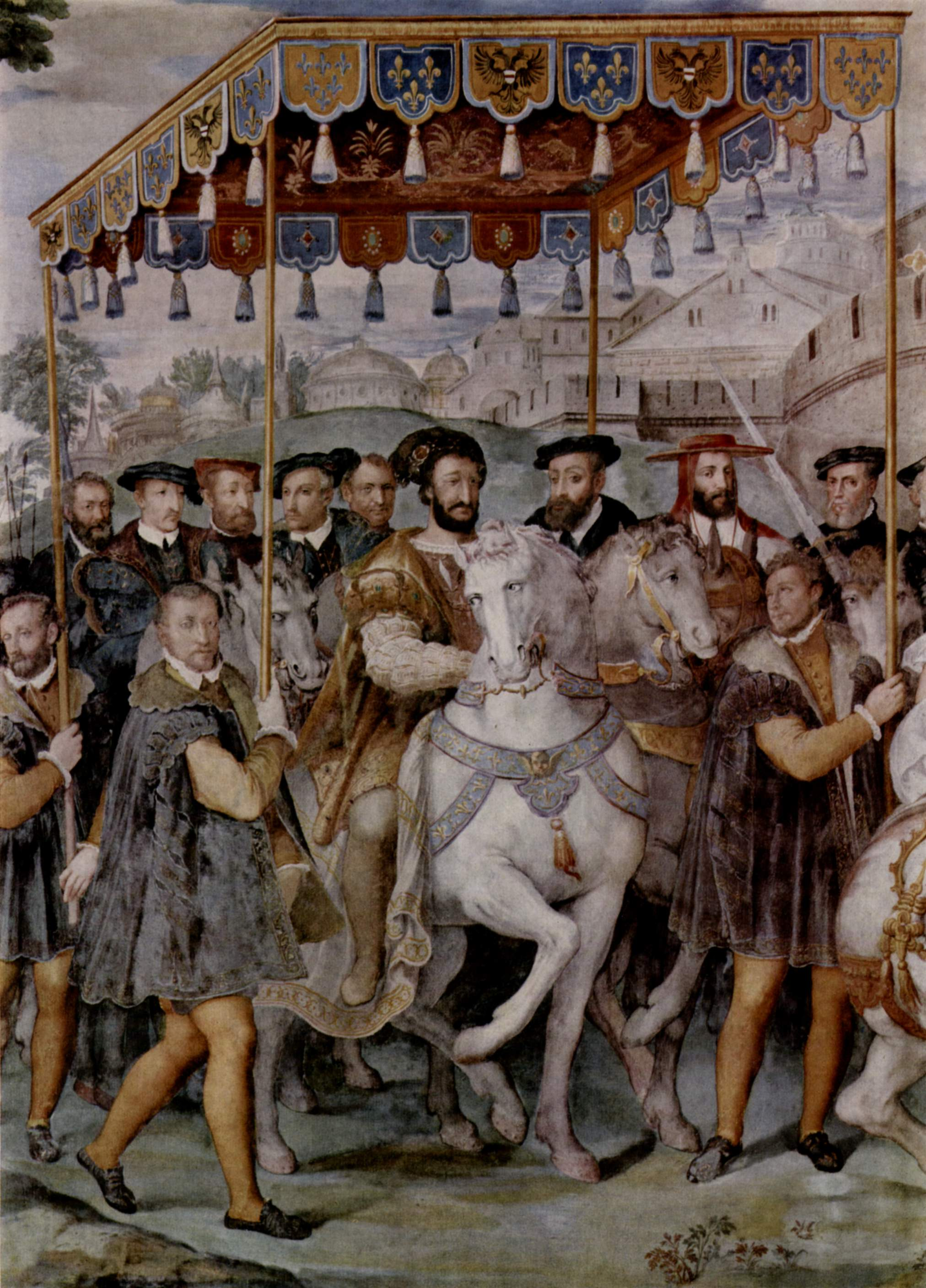
Въезд императора Карла V, короля Франциска I и кардинала Алессандро Фарнезе в Париж в 1540 году. Фреска на вилле Фарнезе, Капрарола
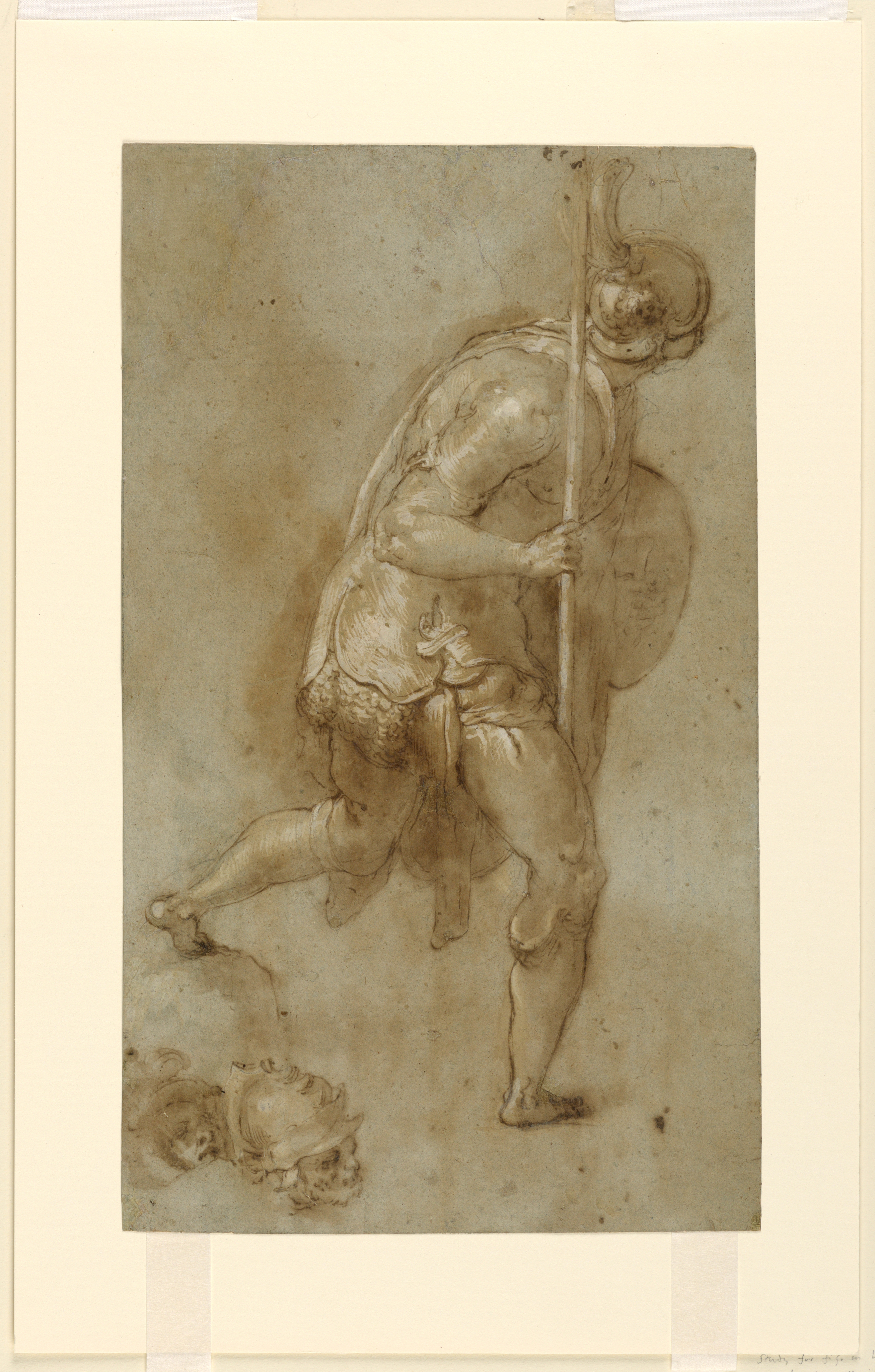
Подготовительный рисунок к фреске «Предательство Христа» в церкви Санта-Мария-делла-Консолационе в Риме. 1556
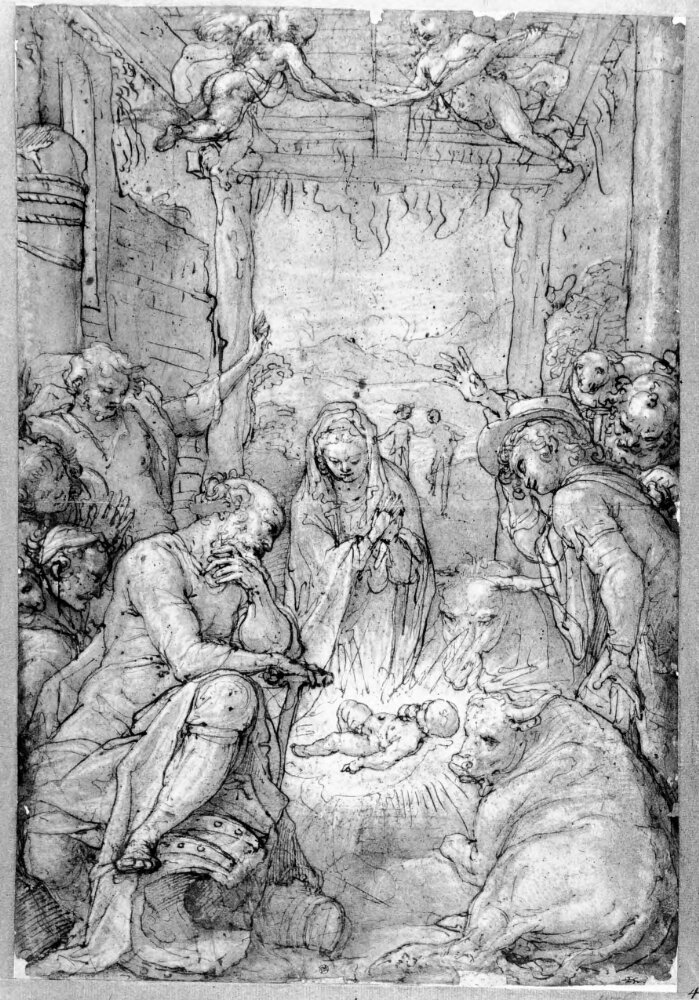
Поклонение пастухов. Тушь, перо, кисть. Национальный музей изобразительных искусств, Стокгольм
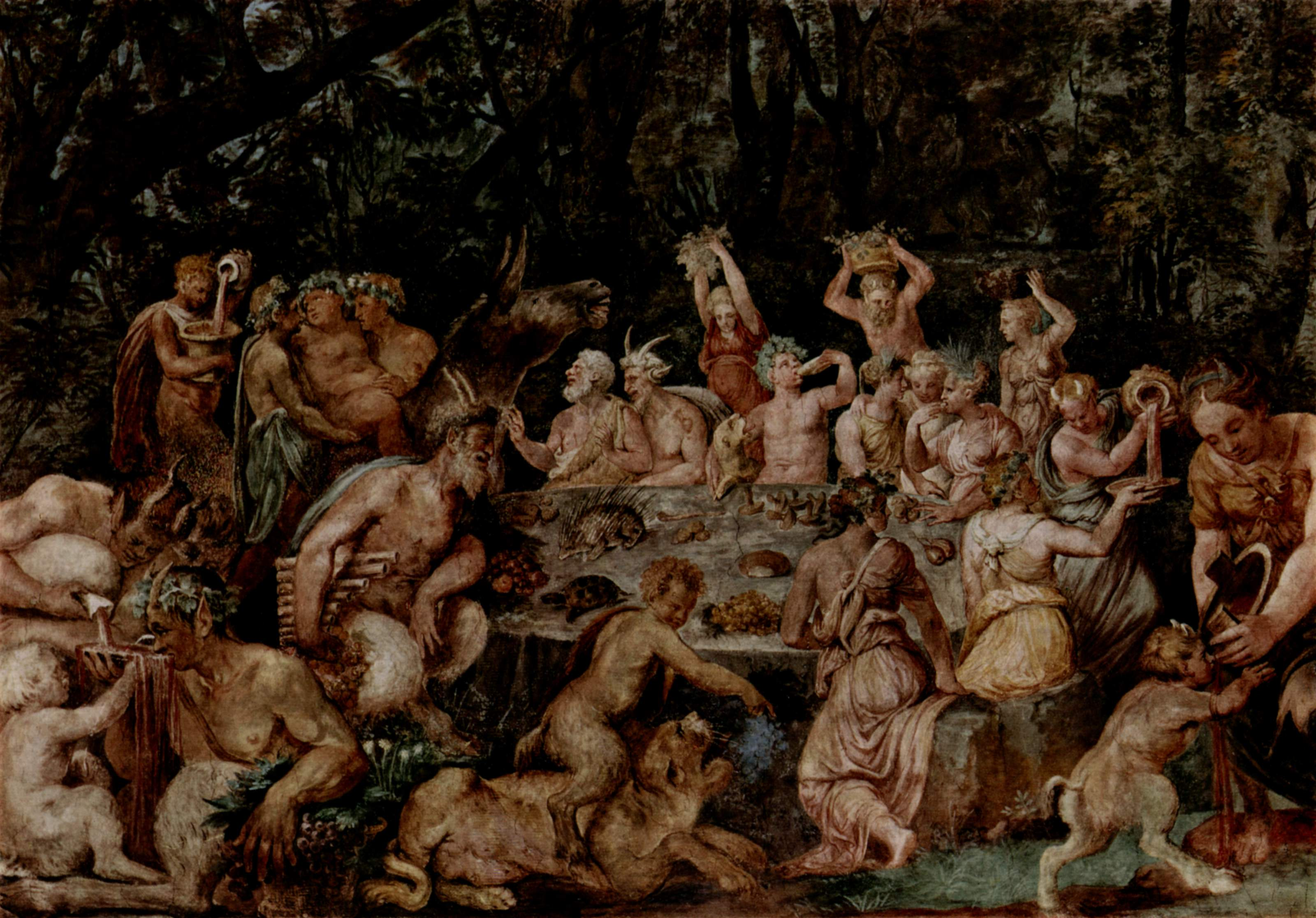
Вакханалия. Деталь. 1551. Фреска. Вилла Джулия, Рим